# James Howell

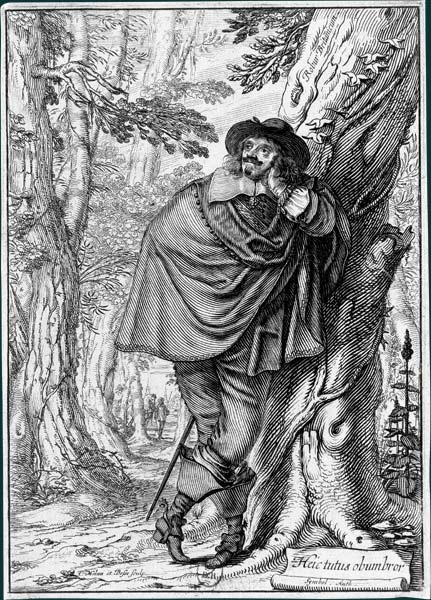

James Howell (¿1594?-1666), político e hispanista inglés.
Visitó España en 1616 y en 1622. De su estancia allí dejó constancia en las célebres Epistolae Howelianae (1645-1655). Según Pastor en su "Breve historia del hispanismo inglés", Arbor, 1948, núm. 28 y 29, p. 14, "acaso fue el inglés que mejor habló el español en todo el siglo XVII".